# Южный мост (Рига)
Южный мост (латыш. Dienvidu tilts) — один из мостов через Даугаву в Риге.
Строительство моста было начато в 2004 году, окончание строительства развязок и подъездных путей до улицы Зиепниеккална состоялось в октябре 2013 года, остаётся непостроенным участок до Виенибас гатве.
Мост соединяет улицу Краста и мост Славу (правый берег) с магистральной улицей Яня Чакстес гатве (левый берег).
Длина моста — 803 метра, ширина — 34,28 метров. Подмостовой габарит — не менее 8,5 метров. Количество пилонов — шесть, высота — 13,33 метров над дорожным покрытием.
В сообщении Госконтроля о ревизии строительства Южного моста за период с января 2002 года по сентябрь 2008 года указано, что смета первых двух (из трёх) очередей строительства, утвержденная Рижской думой, в ходе строительства выросла более чем в пять раз — с 108,84 млн латов до 570,14 млн латов. При этом, согласно заявлению на заседании Комиссии Сейма по общественным расходам и ревизиям, сделанному директором Департамента развития Рижской думы Гвидо Принцисом, Южный мост является самым дешёвым из подобных сооружений, построенных в Европе в 2003—2009 годах.
Причина такого расхождения в том, что из суммарных издержек на строительство 1-й и 2-й очередей Южной транспортной системы с эстакадами, путепроводами и развязками в размере 573 млн латов 263 млн составила плата за кредит, предоставленный Deutsche Bank. Непосредственные затраты на строительство 1 м². моста составили 1184 лата, что действительно в 2—3 раза меньше, чем стоили аналогичные сооружения в Европе (3783 лата за метр в проекте Пелешацкого моста, Хорватия, начатого строительством в 2007 году и остановленного до 2018 года, 6722 лата за метр моста Рион — Андирион в Греции, 2004).

## История строительства
29 января 2002 года Рижская дума приняла постановление № 950 «О проекте Южного моста через Даугаву». Генеральный проектировщик трассы мостового перехода — SIА «Тiltprojekts», Латвия. Полный комплекс работ по проектированию основных конструкций мостового перехода и технологии его сооружения выполнило ЗАО «Институт Гипростроймост — Санкт-Петербург».
Строительство началось в ноябре 2004 года. Продукцию для строительства моста поставляло предприятие «Воронежстальмост».
17 ноября 2008 года, накануне Дня Независимости Латвии, была торжественно открыта первая очередь строительства — мост через Даугаву. Мост имеет по три полосы для движения автотранспорта в каждом направлении. Также есть пешеходная зона.
Вторая очередь моста была завершена к 2010 году и включала в себя реконструкцию железнодорожного путепровода улицы Славу (от моста через Даугаву) и строительство трёхуровневой эстакады на месте ротационного круга (круговой развязки) Славу. Развязка соединяет улицы Славу, Лубанас (в направлении на Плявниеки), Пиедруяс, Крустпилс и Дарзциема, а также подъезды с улиц Ренцену и Лубанас в сторону железнодорожного перехода на Московский форштадт.
29 октября 2013 года была сдана в эксплуатацию третья очередь моста, от улицы Баускас до улицы Зиепниеккална. Очередь содержит 10 инженерных сооружений, в том числе пешеходный тоннель, два ротационных круга, путепровод и мост.
| Этапы строительства южного моста                                                                                              | Длина км | Сроки реализации |
| --- | -------- | ---------------- |
| Первая очередь — от ул. Баускас до железнодорожного переезда Славу                                                            | 2,5      | 2004—2008        |
| Вторая очередь — реконструкция железнодорожного переезда Славу и строительство трехуровневой эстакады круговой развязки Славу | 1,0      | 2008—2010        |
| Третья очередь — от ул. Баускас до ул. Зиепниеккална                                                                          | 1,2      | 2010—2013        |
| Четвёртая очередь — от ул. Зиепниеккална до ул. Виенибас гатве                                                                | 3,8      | (планируется)    |

## Сравнение с аналогичными сооружениями в Европе
|                          | Южный мост          | Пелешацкий мост | Мост Рион — Андирион |
| ------------------------ | ------------------- | --------------- | -------------------- |
| Общая длина              | 803 м               | 2 404 м         | 2 880 м              |
| Ширина моста             | 34,28 м             | 21 м            | 27,2 м               |
| Подмостовой габарит      | 8,5 м               | 55 м            |                      |
| Высота пилонов           |                     | 100 м           | 163,7 м              |
| Число пролетов           | 7                   | 10              | 5                    |
| Основной пролет          | 110 м               | 285 м           | 560 м                |
| Годы строительства       | 2004 — ...          | 2018 — 2022     | 1998 — 2004          |
| Состояние на апрель 2023 | Ожидает 4-й очереди | Закончен        | Закончен             |
| Стоимость, млн. евро     | 811                 | 420             | 630                  |